# فيصل بن عبد الرحمن بن سعود آل سعود
الأمير فيصل بن عبد الرحمن بن سعود بن عبد العزيز آل سعود أحد أبناء الأمير عبد الرحمن بن سعود بن عبد العزيز آل سعود والدته الأميرة سلمى بنت محمد بن سعد وأشقاؤه الأمير خالد بن عبد الرحمن بن سعود، والأميرة الجوهرة بنت عبد الرحمن بن سعود.
شغل بالفترة الأخيرة الماضية منصب رئيس مجلس إدارة نادي النصر وله تاريخ طويل مع نادي النصر حيث خدمه كلاعب ثم إداري ثم مديرًا للكرة ثم عضوًا لمجلس الإدارة، كما شغل عددًا من المناصب القيادية وهي:
1. شغل العديد من المناصب الإدارية بالفريق بالتدرج (إداري - مدير كرة - مشرف فريق) من عام 1407 هـ وحتى 1417 هـ.
2. رئاسة النادي من 1417 هـ حتى 1420 هـ.
3. المتحدث الرسمي ونائب رئيس هيئة أعضاء الشرف عام 1422 هـ - 1423 هـ.
4. رئيس النادي للمرة الثانية من عام 2005 وحتى نهاية موسم 2008 - 2009.

يلقب بـ أبو فهد، أو الرئيس الذهبي.

## حياته الشخصية
متزوج وله من الأبناء الأميرة الجوهرة، والأمير فهد.
| سبقه عبد الرحمن بن سعود بن عبد العزيز آل سعود (الفترة الأولى)   | رئيس نادي النصر السعودي (الفترة الأولى) 1417هـ - 1420هـ  | تبعه عبد الرحمن بن سعود بن عبد العزيز آل سعود (الفترة الثانية) |
| سبقه العميد فهد بن سليمان المشيقح (مكلف بعد استقالة سعد الفيصل) | رئيس نادي النصر السعودي (الفترة الثانية) 1426هـ - 1430هـ | تبعه فيصل بن تركي بن ناصر آل سعود                              |